# 서흔남 묘비
서흔남 묘비는 경기도 광주시 남한산성면에 있다. 서흔남의 묘비 2기이다. 하나는 온전한 상태이고 하나는 상부가 파괴되어 있다. 원래는 성남시 창곡동 병풍산에 있었으나 후손이 땅을 처분하고 묘를 이장하면서 비석을 버리고 간 것을 광주군청과 문화원에서 수거하여 1998년에 현재 위치에 보존한 것이다.
2008년 4월 21일 광주시의 향토문화유산 제6호로 지정되었다.

## 개요
서흔남 묘비는 남한산성 역사관 주차장 옆 지수당 연못가에 있다. 서흔남(徐欣南: ?~1667)은 광주에 살던 사노(私奴)로, 병자호란을 맞아 인조가 남한산성으로 들어온 후 청군에 포위되자 외부와의 연락을 위해 자원하여 승려 두청(斗淸)과 함께 성 밖의 도원수 김자점(金自點), 황해병사 이석달(李碩達), 전라감사 이시방(李時昉)의 장계를 성안으로 가지고 돌아왔다. 서흔남은 적진도 정확하게 정탐하였는데, 택당 이식(李植)도 그를 통해 가족이 피난했던 지역이 청군에게 함락되었다는 사실을 알았다고 한다. 서흔남은 공로를 인정받아 면천되고 관직을 제수받았다. 숙종과정조도 그의공을 기려후손을 등용하는 은혜를 베풀었다. 그의 행적은『조선왕조실록』, 『일성록』,『 중정남한지』를 비롯한 각종 문집에 실려 있다.
비석은 2기가 있는데, 하나는 1667년 3월 13일에 건립한 것으로 전면에‘嘉義大夫同知中樞府事徐公之墓’라 하였고 후면에는‘康熙􃡧年丁未三月十三日立’이라 하였다. 다른 하나는 절단되어 상단이 없는 상태로 전면에‘……… 大夫同知中樞府事…… 徐欣男之墓…… 韓氏
左’의 비문이 확인되고, 후면에는‘…… 五年八月十五日’의 기록이 있으나 정확한 연대를 알 수 없는 상태이다.

## 참고 문헌
- 『조선왕조실록』
- 『일성록』
- 『중정남한지』